# Gert van Lon

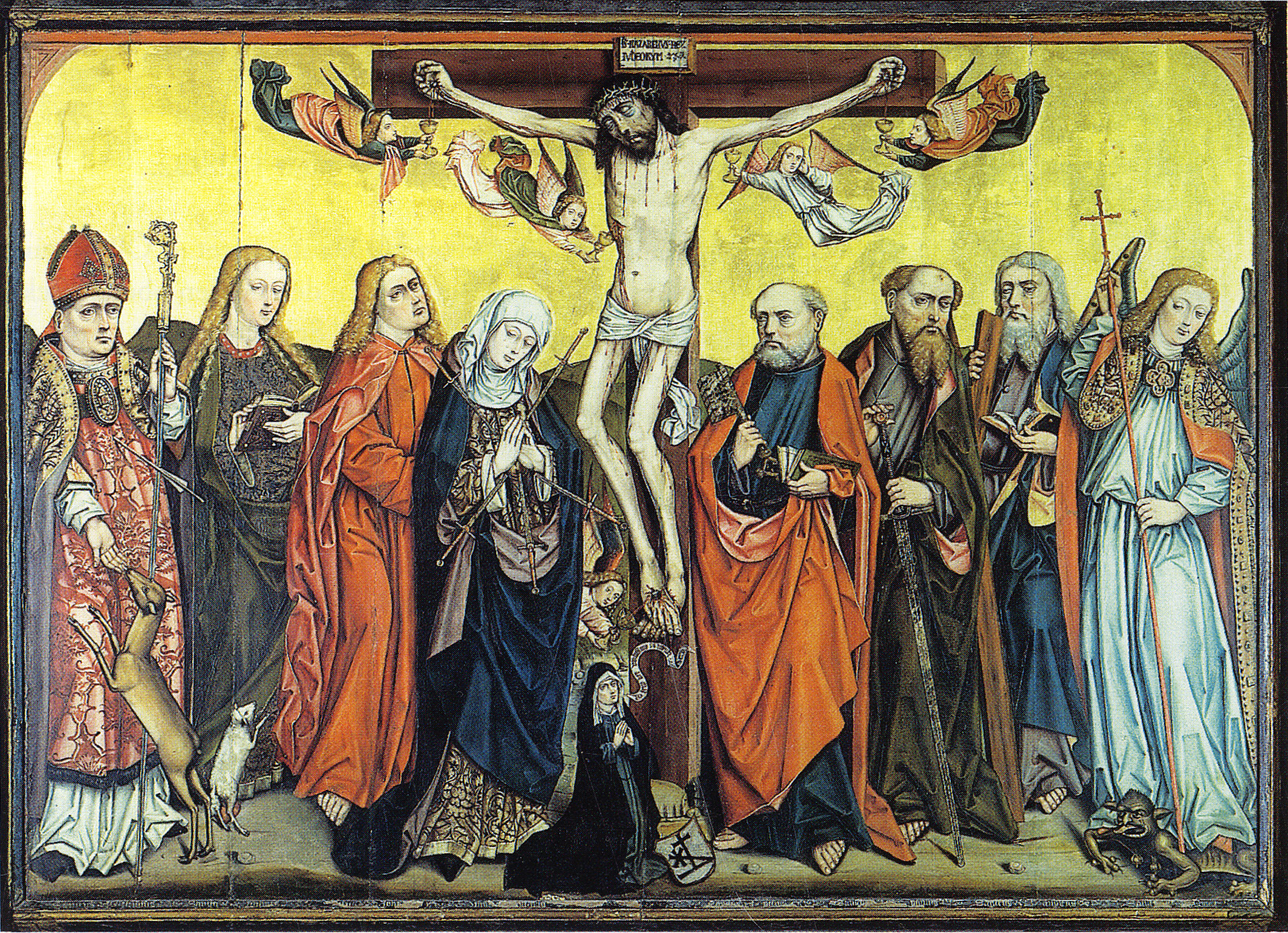
Altartafelbild aus dem Mindener Dom

Gert van Lon (auch van Loon; * um 1465 in Geseke/Westfalen; † 1521 oder später) war ein deutscher Maler.

## Wirken
Über sein Leben ist nur wenig bekannt. Eventuell wurde er in der Werkstatt des zwischen 1460 und 1490 tätigen Meisters von Liesborn ausgebildet. Im Jahr 1505 schloss er mit den Nonnen des Benediktinerinnenklosters Willebadessen einen Vertrag über die Lieferung eines Retabels für den Hochaltar ab, das aber erst im Jahr 1521 ausgeliefert wurde: 
„Datum anno Domini 1505 up da Meinolfe confessus. Es ist beredet tusschen der würdigen frowen to Willebadessen unn eren convente up eyn, unn dem ersamen mester Gerde van Lon up ander deel so dat de solste Gert sal maken de tafelen myt enen cronement unn malen up de hoge altare to Willebadessen ynt kloster vor 40 Goldgulden, en Gulden to verladde vor 14 Schilling pade monte. Item unn of de olde tafel meht van gewerde wer sal he ene nigge maken. Dar boven sollem em de yunfern geven 3 Goldgulden to bak tor niggen tafeln. Item unn 1 Gulden to wynkkope. Summa 44 Goldgulden.“
In den Jahren 1511 und 1515 ist er als Pfleger der Stadtkirche von Geseke dokumentiert. 1512 nahm er den Auftrag mehrerer Lemgoer Bürger an, für St. Joest eine Altartafel zu malen. Mit der Auslieferung des Altars für das Benediktinerinnenkloster Willebadessen im Jahr 1521 erhielt er den Auftrag für einen neuen Altar. Ob er diesen auch ausführte, ist unklar, da sich keine Daten van Lons nach dieser Zeit erhalten haben. 
Künstlerische Anregungen erhielt Gert van Lon bei westfälischen Malern, wie dem bereits genannten Meister von Liesborn, griff für die motivische Gestaltung und kompositionelle Anlage seiner Bilder aber auch auf grafische Vorlagen, wie die Kupferstiche Martin Schongauers, zurück.

## Sichere und zugeschriebene Werke
- Arensburg bei Rinteln, ehemalige Gemäldesammlung[5]
  - Kreuzigung Christi
- Frankfurt a. M., Dom
  - Mannalese (Flügel eines Altars)
  - Die Verklärung Christi (Flügel eines Altars)
- Hörste, Pfarrkirche
  - Kreuzigung Christi
- Köln, Kunstgewerbemuseum
  - Christus am Kreuz
- Lippstadt, Nikolaikirche
  - Kreuzigungsaltar[6][7] (Anfang 16. Jhd., Eichenholz, Mitteltafel 122 × 176 cm)
- Minden, Dompfarramt
  - Mitteltafel des Retabels aus dem Benediktinerinnenkloster Willebadessen?
    - Kreuzigung Christi[8] (nach 1505, Ankauf 1950 durch das Dompfarramt nach der Zerstörung des alten Hochaltarretabels, Eichenholz, 160 × 225 cm)
- Münster, Westfälisches Landesmuseum für Kunst und Kulturgeschichte
  - Flügel des Retabels aus dem Benediktinerinnenkloster Willebadessen 
    - Innenseite: Auferstehung Christi[9], Himmelfahrt Christi[10], Ausgießung des Heiligen Geistes[11], Jüngstes Gericht[12] (1501/1521, Inv. Nr. 41–44 WKV, Tempera auf Eichenholz, 48–49,5 × 61,5–70,5 cm)
    - Außenseite: Die Heiligen Vitus, Benedikt, Cosmas und Damian[13] (1501/1521, Inv. Nr. 45 WKV, Tempera auf Eichenholz, 135,5 × 102,5 cm)

  - Die Heiligen Petrus und Paulus[14] (1501/1521, Inv. Nr. 56 WKV, Fragment eines Altarflügels, Tempera auf Eichenholz, 177 × 61 cm)
  - Kreuzigungsaltar
    - Mitteltafel: Christus am Kreuz mit den Heiligen Andreas und Georg
    - Innenseite des linken Flügels: Hl. Barbara, Gregor und Antonius
    - Innenseite des rechten Flügels: Hl. Katharina, Hubertus und Sebastian
    - Außenseite des linken Flügels: Maria mit den Hl. Dorothea, Katharina, Barbara und Agnes
    - Außenseite des rechten Flügels: Heilige Sippe

  - Sippenaltar
    - Mitteltafel: Heilige Sippe
    - Innenseite des linken Flügels: Hl. Katharina, Petrus und Paulus
    - Innenseite des rechten Flügels: Hl. Ursula mit ihrem Verlobten Conant und ihrem Vater Deonotius
    - Außenseite des linken Flügels: Begegnung an der Goldenen Pforte
    - Außenseite des rechten Flügels: Muttergottes im Strahlenkranz
- Paderborn, Diözesanmuseum
  - Kirchenfahne aus Fröndenberg: Vorderseite – Verkündigung; Rückseite – Marienkrönung
  - Kirchenfahne aus Fröndenberg: Vorderseite – Geburt Christi; Rückseite – Anbetung der Könige
  - Volkreicher Kalvarienberg[15] (um 1520/30, Inv. Nr. M 167, 1974 aus dem Kunsthandel erworben, Öl auf Holz, 138,5 × 182 cm)
  - Kreuzigungsaltar aus der Paderborner Busdorfkirche
    - Mitteltafel mit Darstellungen der Kreuztragung, Kreuzigung, Grablegung und Christus in der Vorhölle sowie ein Flügel mit Resten einer Gregormesse (Inv. Nr. M 65 und M66)
- Paderborn, Dom
  - Weltgerichtsaltar[16] (um 1500)
- Wewelsburg, Pfarrhaus
  - Szenen aus der Meinulphius-Legende vom abgerissenen Lettner der Kirche des Augustinerchorherrenstifts Böddeken (Es sind zwei Fragmente erhalten, die den Heiligen vor Karl dem Großen und ein Verhör vor dem Bischof zeigen.)[17]
- Verbleib unbekannt
  - Kalvarienberg (am 27. Februar 1918 bei Lempertz in Köln versteigert)
- Verne, Kath. Kirche, St. Bartholomäus
  - Passionszyklus (drei Fresken, 2013 restauriert)